# Gosari
Gosari is een bestuurslaag in het regentschap Gresik van de provincie Oost-Java, Indonesië. Gosari telt 2027 inwoners (volkstelling 2010).